# Neil Lennon
Pour les articles homonymes, voir Lennon.
Neil Lennon, né le 25 juin 1971 à Lurgan (Comté d'Armagh), est un joueur et entraîneur de football nord-irlandais. 
Milieu défensif, il porte les couleurs du Celtic FC, en Écosse, de décembre 2000 à juin 2007, avant d'en devenir l'entraîneur de 2010 à 2014. Avec le Celtic, il a réalisé le doublé Coupe-Championnat en tant que joueur puis en tant qu'entraîneur.

## Biographie
Après avoir commencé sa carrière comme stagiaire à Manchester City en 1989, Lennon a joué pour Crewe Alexandra et Leicester City, avant de rejoindre son club de cœur en 2000, dont il est le capitaine de 2005 à 2007. 
En équipe nationale, Lennon a été sélectionné à 40 reprises, dont de nombreuses en tant que capitaine, marquant deux buts. Il met un terme à sa carrière internationale en août 2002, après avoir reçu des menaces de mort de la part d'une organisation paramilitaire loyaliste, qui lui reprochait son appartenance religieuse catholique.
En mars 2008 il retourne au Celtic FC en tant qu'entraîneur assistant de Gordon Strachan. Le 1er septembre 2008 Neil Lennon est victime d'une agression à caractère sectaire par deux personnes alors qu'il rentre seul à son domicile vers minuit dans l'extrême Ouest de Glasgow. Après avoir reçu des coups à la tête provoquant un léger coma, il est transporté à l'hôpital en ambulance, après que le steward d'un pub voisin a donné l'alerte.
Le 25 mars 2010, alors qu'il est l'entraîneur de l'équipe réserve du Celtic FC, il est nommé entraîneur intérimaire de l'équipe première, à la suite du licenciement de Tony Mowbray, après une lourde défaite 4-0 face à St Mirren la veille en championnat. Il reste à la tête des Hoops jusqu'au 22 mai 2014, remportant en quatre saisons le Championnat trois années d'affilée (2012, 2013 et 2014) ainsi que deux Coupes d’Écosse (2011 et 2013). 
Le 12 octobre 2014, il signe un contrat de quatre ans au faveur du club anglais de Bolton Wanderers. Il quitte le club en mars 2016.
Après un passage à Hibernians, il revient au Celtic Glasgow en février 2019, après le départ en cours de saison de Brendan Rodgers. Éliminée au troisième tour de qualification de la Ligue des champions à l'été 2019, son équipe est reversée en Ligue Europa.
Le 20 mai 2024, Neil Lennon est officiellement présenté comme nouvel entraîneur du Rapid Bucarest pour un contrat de deux ans.

## Palmarès

### Joueur
- Leicester City
  - Vainqueur de la Coupe de la Ligue anglaise de football en 1997 et 2000.

- Celtic FC
  - Vainqueur du Championnat d'Écosse : 2001, 2002, 2004, 2006, 2007.
  - Vainqueur de la Coupe d'Écosse : 2001, 2004, 2005, 2007.
  - Vainqueur de la Coupe de la Ligue écossaise : 2001, 2006.
  - Finaliste de la Coupe UEFA 2003.

### Entraîneur
- Celtic FC
  - Vainqueur du Championnat d'Écosse : 2012, 2013, 2014 et 2019.
  - Vainqueur de la Coupe d'Écosse : 2011, 2013 et 2019.
- Hibernian FC
  - Champion de la D2 en 2016-2017